# ルイス・マイルストン
ルイス・マイルストン（Lewis Milestone, 1895年9月30日 - 1980年9月25日）は、アメリカ合衆国の映画監督。日本の書籍にはルイス・マイルストーンという紹介もしてある。

## その生涯
ベッサラビア（現モルドバ共和国）のキシナウ生まれ。誕生名はLewis Milstein。レフ・ミリシュテイン Lev Milstein、レイブ・ミリシュテイン Лейб Мильштейнという資料もある。
ベルギーのヘント大学に学び、1913年ロシアが第一次世界大戦に参戦したため、兵役逃れでアメリカ合衆国に帰化するものの、アメリカも参戦を始めたため、フランス戦線ですぐ兵役につき、終戦まで新兵のための教育映画の製作に関わった。その経験を生かして終戦後の1918年にハリウッド入りする。
編集者、脚本家、助監督などを経て、1925年『裏表七人組』で監督デビュー。第1回アカデミー賞では『美人国二人行脚』（1927年）で喜劇監督賞に輝いた（この賞は第1回のみ存在）。初めの5本はコメディ専門だったが、『暴力団』（1928年）のリアルなギャングの描写で注目され、1930年『西部戦線異状なし』ではアカデミー賞作品賞と監督賞を受賞した。この作品によってトーキー映画時代初期の職人監督としての名声を確立する。
次の1931年の『犯罪都市』では、抜群のコメディ・センスを持っていることも示す。シカゴ警察詰めの新聞記者たちの特ダネ合戦を描く社会派コメディで、後にビリー・ワイルダー監督も再映画化している作品である。マシンガンの様に早口で喋りながら、忙しく歩き回る新聞記者をキャメラは追い続ける。早い台詞回しと間髪を入れぬリアクションで、マイルストン監督はトーキー映画の面白さを見せつけた。この作品はハワード・ホークス監督などの後発の監督たちにも影響している。
また、長編映画の質の向上による小説等の文学の映画化で、マイルストン監督は再び才能を見せる。持ち味のリアリズム描写で、サマセット・モーム原作の『雨』（1932年）や、ジョン・スタインベック原作の『廿日鼠と人間』（1939年）などは、文芸映画の傑作として長らく記憶されることになる。
第2次世界大戦後は、いくつかの戦争映画や文芸映画を担当するが、あまりパッとしなくなる。しかし、意外な作品で閃きを現在まで残している。元空挺部隊の仲間たちがラスベガスのカジノを空から急襲する奇想天外なオールスターのアクション・コメディ。これが『オーシャンと11人の仲間』（1960年）である。この作品は、近年スティーヴン・ソダーバーグ監督によって再映画化され『オーシャンズ11』（2001年）とそのシリーズ化で再び人気を集めている。
情に厚く、仲間たちにも「ミリー」という愛称がつけられるほど敬愛されていた。1980年、カリフォルニア州にて死去。

## 主なフィルモグラフィ
- 裏表七人組 Seven Sinners （1925年） 監督・脚本
- 田吾作ロイド一番槍 The Kid Brother （1927年） 共同監督（ノンクレジット）
- 美人国二人行脚 Two Arabian Knights （1927年） 監督
- 暴力団 The Racket （1928年） 監督
- 裏切者 Betrayal （1929年） 監督・製作
- 西部戦線異状なし All Quiet on the Western Front （1930年） 監督
- 犯罪都市 The Front Page （1931年） 監督
- 雨 Rain （1932年） 監督
- 風来坊 HALLELUJAH I'M A BUM （1933年） 監督
- 海を嫌ふ船長 THE CAPTAIN HATES THE SEA （1934年） 監督
- 巴里は夜もすがら PARIS IN SPRING （1935年） 監督
- 海は桃色 ANYTHING GOES （1936年） 監督
- 将軍暁に死す The General Died at Dawn （1936年） 監督
- 廿日鼠と人間 Of Mice and Men （1939年） 監督・製作
- ラッキー・パートナー LUCKY PARTNER （1940年） 監督
- かわいい女 MY LIFE WITH CAROLINE （1941年） 監督・製作
- 北極星（電撃作戦） The North Star（1943年） 監督
- 暴力に挑む男 Edge of Darkness（1943年） 監督
- パープル・ハート THE PURPLE HEART（1944年） 監督
- 激戦地 A Walk in the Sun （1945年） 監督・製作
- 呪いの血 THE STRANGE LOVE OF MARTHA IVERS（1946年） 監督
- 凱旋門 Arch of Triumph （1948年） 監督・撮影・脚本
- 赤い子馬 THE RED PONY（1949年） 監督・製作
- 地獄の戦場 Halls of Montezuma （1951年） 監督
- 断固戦う人々 THEY WHO DARE（1953年） 監督
- メルバ MELBA（1953年） 監督
- レ・ミゼラブル LES MISERABLES（1952年） 監督
- 勝利なき戦い Pork Chop Hill （1959年） 監督・製作
- オーシャンと十一人の仲間 Ocean's Eleven （1960年） 監督・製作
- 戦艦バウンティ Mutiny on the Bounty （1962年） 監督

### その他の作品
- "Arrest and Trial" (テレビシリーズ)
- "Have Gun, Will Travel" (テレビシリーズ)
- La Vedova X
- They Who Dare
- Melba
- Kangaroo
- Les Miserables
- The Red Pony
- No Minor Vices
- The Strange Love of Martha Ivers
- A Walk in the Sun
- The Purple Heart
- Guest in the House
- Edge of Darkness
- My Life with Caroline
- Lucky Partners
- The Night of Nights
- Anything Goes
- Paris in Spring
- The Captain Hates the Sea
- Hallelujah, I'm a Bum
- Betrayal
- New York Nights
- Tempest
- The Garden of Eden
- The Kid Brother
- Fine Manners
- The New Klondike
- The Caveman
- Fit to Win
- Positive
- Posture
- The Toothbrush
- 赤い子馬 The Red Pony (1949年) 監督・製作　日本未公開

## 受賞とノミネート
| 賞           | 年   | 部門       | 作品名           | 結果       |
| ------------ | ---- | ---------- | ---------------- | ---------- |
| アカデミー賞 | 1928 | 喜劇監督賞 | 美人国二人行脚   | 受賞       |
| アカデミー賞 | 1930 | 監督賞     | 西部戦線異状なし | 受賞       |
| アカデミー賞 | 1931 | 監督賞     | 犯罪都市         | ノミネート |